# Куркуасы
Куркуасы (арм. Գուրգեն, греч. Κουρκούας) — знатная армянская семья в Византии, давшая ряд известных известных полководцев и политиков.

## Название
Название династии по всей видимости происходит от армянского имени Гурген.

## История
Из семейства Куркуасов происходил ряд византийских полководцев, в том числе доместик схол Иоанн Куркуас, при императоре Романе Лакапине проводивший успешные военные действия на востоке империи. В родстве с династией состоял и император Иоанн I Цимисхий. Иоанн, сын Романа Куркуаса, носивший титул магистра, при Иоанне I был военачальником.

## Видные представители
- Иоанн Куркуас[англ.] — аристократ, один из участников заговора против Василия I
- Иоанн Куркуас — главный генерал при императоре Романе Лакапине, доместик схол
- Феофил Куркуас[англ.] — генерал, стратег Халдии. Брат Иоанна Куркуаса
- Роман Куркуас[англ.] — аристократ, доместик схол и сын Иоанна Куркуаса.
- Иоанн Куркуас (?—971) — магистр, полководец, сын Романа Куркуаса, погиб в сражении с русским войском при Доростоле
- Иоанн I Цимисхий (925—976) — византийский император, внук Феофила Куркуаса
- Иоанн Куркуас[англ.] (X—XI) — катепан Италии в 1008 году.
- Роман Куркуас — муж дочери последнего болгарского царя Ивана Владислава, обвинён в заговоре против императора Константина и ослеплён.
- Михаил II Куркуас (XII) — игумен монастыря Архангела Михаила на острове Оксия, патриарх Константинополя.
- Георгий Куркуас — священник, племянник Михаила II.